# Cuno Werner
Cuno Werner, auch Kuno Werner, (* 10. Mai 1925 in Heidersbach (Suhl); † 8. September 2004) war ein deutscher Skilangläufer, Nordischer Kombinierer und Biathlet. In verschiedenen Disziplinen gewann Werner 19 nationale Meistertitel und nahm an zwei Olympischen Winterspielen teil.
Cuno Werner war zu seiner aktiven Zeit zunächst für Traktor Goldlauter-Heidersbach, später für den ASK Vorwärts Oberhof im Einsatz. In den ersten zwei Jahrzehnten nach dem Zweiten Weltkrieg war Werner der wohl erfolgreichste ostdeutsche Skilangläufer. 16 Mal konnte er DDR-Meister werden. Auf der 15-Kilometer-Strecke gewann er 1952 sowie von 1955 bis 1958 vier Mal in Folge. Zweiter wurde er 1953 hinter Herbert Leonhardt, Dritter 1959. Über 30 Kilometer feierte er 1949 seine erste Meisterschaft, weitere folgten 1955, 1956 sowie 1958 bis 1960. Vizemeister wurde er 1962 hinter Heinz Seidel. Die 50-Kilometer-Strecke beendete Werner 1955 bis 1957 und 1961 siegreich, 1959 wurde er hinter Enno Röder Zweiter. Die Staffeltitel gewann er 1958 mit Alfred Recknagel, Egon Fleischmann und Werner Mohring, 1959 mit Adolf Jankowski, Werner Haase und Rudolf Dannhauer. Zwischen 1960 und 1962 musste sich Werner mit seiner Mannschaft von Vorwärts Oberhof dem Team vom SC Dynamo Klingenthal geschlagen geben und wurde jeweils Vizemeister. 1952 wurde er Meister im Einzelwettbewerb der Nordischen Kombinierer. Gegen Ende der 1950er Jahre begann der Sportsoldat auch mit dem Biathlonsport. 1958 und 1959 gewann Werner die Titel über 20 Kilometer. Es waren zugleich die ersten Titel die an Biathleten bei nationalen Meisterschaften auf deutschem Boden vergeben wurden.
Auch international startete Werner und erzielte nennenswerte Resultate. Bei den Olympischen Winterspielen 1956 in Cortina d’Ampezzo wurde er über 15 Kilometer eingesetzt, wo er den 27. Platz erreichte, sowie gemeinsam mit Siegfried Weiß, Rudolf Kopp und Hermann Möchel in der Staffel, mit der er Zehnter wurde. Bei den Ausscheidungeswettkämpfen für die Olympischen Winterspiele 1960 konnte Werner zunächst nicht glänzen, qualifizierte sich schlussendlich aber doch für die Spiele in Squaw Valley. Dort trat er nicht mehr nur im Skilanglauf, sondern auch im Biathlon an. Über 15 Kilometer lief er im Langlauf auf den 24. Platz, mit der Staffel zu der neben Werner noch Helmut Hagg, Werner Haase und Enno Röder gehörten, kam er auf den neunten Rang. Im Biathlon trat er im Einzel an und wurde als Neuntplatzierter bester Deutscher.